# Nannonotus alatus
Nannonotus alatus är en insektsart som beskrevs av Max Beier 1960. Nannonotus alatus ingår i släktet Nannonotus och familjen vårtbitare. Inga underarter finns listade i Catalogue of Life.